# Vihtasaari (ö i Mellersta Finland, Jyväskylä)
Vihtasaari är en ö i Finland. Den ligger i sjön Kynsivesi och Leivonvesi och i kommunen Hankasalmi i den ekonomiska regionen  Jyväskylä ekonomiska region  och landskapet Mellersta Finland, i den centrala delen av landet, 270 km norr om huvudstaden Helsingfors. Öns area är 1 hektar och dess största längd är 180 meter i nord-sydlig riktning.